# Elaphoglossum eutecnum
Elaphoglossum eutecnum är en träjonväxtart som först beskrevs av John T. Mickel, och fick sitt nu gällande namn av A. Rojas. Elaphoglossum eutecnum ingår i släktet Elaphoglossum och familjen Dryopteridaceae. Inga underarter finns listade.